# Argalista crassicostata
Argalista crassicostata är en snäckart som först beskrevs av R. Murdoch 1905.  Argalista crassicostata ingår i släktet Argalista och familjen turbinsnäckor. Inga underarter finns listade i Catalogue of Life.